# Памятник Манасу Великодушному
Памятник Манасу Великодушному в Москве установлен в Парке Дружбы в Левобережном районе города.

## История
Памятник герою киргизского эпоса Манасу Великодушному является даром Москве от Кыргызстана. Для его создания правительство Кыргызстана в 2007 году выделило 9 млн сомов, а всего памятник обошёлся в 41 млн рублей. В силу финансовых проблем у киргизской стороны создание памятника затянулось, и он был установлен только 4 года спустя. Часть средств была собрана представителями киргизской диаспоры в Москве.
Памятник был спроектирован творческой группой под руководством Жоомарта Кадыралиева (Ж. Кадыралиев, Д. Жолчуев, В. Садыков, Т. Медеров). Бронзовая композиция имеет высоту 4,5 м и изображает Манаса в восточных доспехах верхом на волшебном коне Ак-Кула и с поднятой в размахе рукой. Надпись на постаменте гласит:
МАНАС

ВЕЛИКОДУШНЫЙ

ГЕРОЙ КИРГИЗСКОГО ЭПОСА

На церемонии открытия памятника, которая состоялась 24 февраля 2012 года, собралось более тысячи человек, в том числе и президент Кыргызстана Алмазбек Атамбаев, произнёсший торжественную речь.